# Devatenáctiúhelník

Pravidelný devatenáctiúhelník a jeho úhly

Devatenáctiúhelník, cizím slovem nonadecagon či enneadecagon (z řec. δεκαεννιά, dekaennia - devatenáct, a γωνία, gonia - úhel), je mnohoúhelník s devatenácti úhly, vrcholy a stranami.

## Číselné údaje
Součet středových úhlů je 180°, jeden středový (a zároveň vnější) úhel tedy musí být {\displaystyle {\frac {360^{\circ }}{19}}=18{\frac {18}{19}}^{\circ }\approx 18{,}9474^{\circ }}. Následkem toho je jeden vnitřní úhel {\displaystyle 180^{\circ }-18{,}9474^{\circ }\approx 161{,}0526^{\circ }}, což lze též zapsat složeným zlomkem {\displaystyle 161{\frac {1}{19}}^{\circ }}. Součet vnitřních úhlů tedy bude {\displaystyle 161{\frac {1}{19}}^{\circ }\cdot 19=3060^{\circ }}.
Je-li α délka strany, pak:
- Obvod: {\displaystyle P=19\,a}
- Obsah: {\displaystyle A={\frac {19}{4}}\,a^{2}\cot \left({\frac {\pi }{19}}\right)}
- Min. poloměr: {\displaystyle H={\frac {2\,A}{P}}={\frac {a}{2}}\cot \left({\frac {\pi }{19}}\right)}
- Max. poloměr: {\displaystyle R={\frac {H}{\cos \left({\frac {\pi }{19}}\right)}}={\frac {a}{2\sin \left({\frac {\pi }{19}}\right)}}}

## Rýsování

Rýsování pravidelného devatenáctiúhelníku

Pravidelný devatenáctiúhelník nelze narýsovat pouze za pomoci pravítka a kružítka, neboť aby bylo možno daný pravidelný mnohoúhelník narýsovat, musí být všechny jeho liché dělitele být Fermatova čísla ({\displaystyle F_{n}=2^{2^{\overset {n}{}}}+1}).
Devatenáct je dělitelné devatenácti, což je liché číslo a přitom není Fermanovo. S menší odchylkou (středový úhel se změní z {\displaystyle 18{,}9474^{\circ }} na {\displaystyle 18{,}9246^{\circ }}, odchylka tedy {\displaystyle 0{,}0228^{\circ }} a celkově {\displaystyle 0{,}4332^{\circ }}) jej však lze zkonstruovat ve 14 krocích:
1. Narýsujeme přímku p.
2. Zkonstruujeme kružnici k s poloměrem r a se středem v bodě I, jež se nalézá na přímce p.
3. Sestrojíme kružnici l se středem v pravém průsečíku přímky p a kružnice k {\displaystyle J=p\cap k} a má
4. Sestrojíme kružnici m se středem v levém průsečíku přímky p a kružnice k {\displaystyle K=p\cap k}.
5. Utvoříme přímku q, jež protíná průsečíky kružnic l a m {\displaystyle L=l\cap m} a {\displaystyle M=l\cap m}.
6. Sestrojíme kružnici n, jež má poloměr r a střed v průsečíku J.
7. Vytvoříme kružnici o, jež má poloměr r a střed v horním průsečíku kružnice k s přímkou q {\displaystyle N=k\cap q}.
8. Utvoříme přímku r, jež prochází průsečíky kružnice k s kružnicí n {\displaystyle O=k\cap n} a {\displaystyle P=k\cap n}.
9. Zkonstruujeme přímku s, jež prochází průsečíky kružnice k s kružnicí o {\displaystyle Q=k\cap o} a {\displaystyle R=k\cap o}.
10. Narýsujeme kružnici p se středem v průsečíku přímky p a s {\displaystyle S=p\cap s}, jež prochází bodem I.
11. Narýsujeme kružnici q se středem v bodě I, jež prochází průsečíkem S.
12. Sestrojíme přímku t, jež spojuje průsečíky kružnic p a q {\displaystyle T=p\cap q} a {\displaystyle U=p\cap q}.
13. Zkonstruujeme přímku u, jež prochází průsečíkem K a průsečíkem přímek t a r {\displaystyle V=t\cap r}.
14. Přímka u nyní svírá s přímkou p úhel α. Vzdálenost mezi jejich průsečíky s kružnicí k {\displaystyle V=u\cap k} a {\displaystyle W=p\cap k} nyní vezmeme do kružítka a po obvodu kružnice si uděláme značky, jež následně pospojujeme.

Při tomto rýsování vytvoříme mnoho bodů, průsečíků, přímek a kružnic. Zde je jejich výčet:
- Body a průsečíky: I, J, K, L, M, N, O, P, Q, R, S, T, U, V, W
- Přímky: p, q, r, s, t, u
- Kružnice: k, l, m, n, o, p, q

## Druhy devatenáctiúhelníků
Existuje celkem devět možných pravidelných devatenáctiúhelníků - jeden konvexní a osm nekonvexních neboli hvězdicovitých.

19-2
19-3
19-4
19-5
19-6
19-7
19-8

## Devatenáctiúhelníková čísla
Po vzoru trojúhelníkových a čtvercových čísel lze vytvořit číselnou řadu odpovídající devatenáctiúhelníku.
Prvních deset čísel: 1, 19, 54, 106, 175, 261, 364, 484, 621, 775